# 토그릴 베그
에부 탈리브 투으룰 베이 무함메드 이븐 미카일 이븐 셀추크(튀르키예어: Ebû Tâlib Tuğrul Bey Muhammed b. Mîkâîl b. Selçuk, 투르크멘어: Ebu Talyp Muhammed Togrul beg bin Mikaýyl bin Seljuk, 아랍어·페르시아어: أبو طالب طغرل بيك محمد بن ميكائيل بن Abū Ṭalīb Ṭughril Bayk Muḥammad b. Mīkā'īl b. Saljūq[*], 993? ~ 1063년 9월 4일)는 셀주크 가문의 주요 인물로 형제 차으르 베이 다우드와 함께 셀주크 제국을 세웠다.

## 생애

### 어린 시절
투으룰은 지금의 키질로르다 인근에 있던 잔드(자금은 황폐화된 도시)라는 도시에서 태어났다. 죽을 때 70살이었다는 기록에서 역산할때, 993년 경에 태어난 것으로 보인다. 아버지인 미카일은 비무슬림 튀르크 집단과의 전쟁으로 전사하여, 형인 차으르 베이와 함께 할아버지인 셀주크의 아래에서 양육되었다.
10세기 말에 하자르 제국에서 시르다리야 인근으로 이주한 셀주크는 사만 제국의 동맹으로 카라한 칸국과의 전쟁에 참전했다. 하자르 제국에서 빠져나올 당시 셀주크 집단은 매우 소수였으나, 이시기 초원을 덥친 기후변화로 이주한 유목민들을 포섭하며 그 세력을 불렸다. 사만 제국은 셀주크를 동맹으로 삼기 위해 사마르칸드와 수도 부하라 인근의 목초지를 그에게 제공했다. 셀주크 집단은 사마르칸드 인근에서 여름을 보냈고, 부하라 인근에서 겨울을 지냈다. 그러나 본래의 초지였던 화레즘 인근도 포기하지 않았던 것으로 보이는데, 1030년대까지도 카라칼팍스탄 인근의 초원에서 겨울을 났던 셀주크 집단이 존재하기 때문이다.
1009년 경, 셀주크가 107살의 나이로 죽은 뒤, 셀주크 가문의 가권은 맏아들 아르슬란 이스라일에게 넘어갔다. 아르슬란 이스라일은 카라한 칸국의 군주 알리 테긴의 동맹이었다. 알리 테긴은 1020년 경 부하라 인근에서 자립하고자 했다. 그의 영토는 형제, 일레크 칸과 일레크를 지지했던 가즈나 제국의 술탄 마흐무드의 사이에 끼인 처지였다. 마흐무드는 알리 테긴을 제거하기 위해 트란스옥시아나로 진군했다. 부하라 인근의 초원에서 마흐무드가 마주한 것은 아르슬란의 군대였다. 마흐무드는 즉각 이들을 공격하여 아르슬란 이스라일을 포획하고 유폐했다. 이후 마흐무드는 항복한 셀주크 집단의 유목민들을 후라산으로 이주시켰다. 마흐무드에 항복하지 않은 유목민들은 아르슬란 이스라일에 대한 충성을 유지하며 발칸주로 도주한 다음, 차츰 서쪽으로 이주했는데, 이들 집단은 후일 이라키야라 불리게 되었다.

### 후라산 정복
아르슬란 이스라일이 사라지자, 셀주크 가문 내부에서 권력 투쟁이 벌어졌다. 그 결과 이스라일의 동생 무사 야브구와 투으룰, 차으르 형제가 일종의 삼두 정권을 수립한 것으로 보인다. 이들은 카라한 칸국의 알리 테긴에 복종하지 않았다. 그러나 1034년 경, 알리 테긴과 그 동맹군은 무사 야브구와 투으룰, 차으르 형제가 이끄는 셀주크 집단을 격파했다. 삼두가 이끄는 셀주크 집단은 화레즘으로 도주했는데, 당시 화레즘을 다스리던 가즈나 제국의 태수 하룬은 이들을 이용해 후라산을 정복하고자 했다. 하룬은 1035년, 가즈나 제국의 사절에 의해 살해 당했고, 셀주크인들은 남쪽의 카라쿰 사막을 거쳐 후라산 지역으로 도주했다.
후라산 지역에 당도한 셀주크 집단은 마흐무드의 후계자 마수드 1세에게 후라산의 통치권을 양도하면 종주권을 인정하겠다 제의했으나, 마수드는 이를 거부하고 친정을 준비했다. 그러나 그의 원정은 재앙으로 끝났다. 1036년 6월, 나사 인근에서 매복한 튀르크멘 군대는 마수드의 군대를 격파했다.
그리하여 후라산 대부분이 셀주크인들의 손에 떨어졌다. 마수드는 셀주크인들의 요구를 받아들여, 차으르에게는 디히스탄, 투으룰에게는 나사, 무사 야브구에게는 파라와의 디칸 직위가 내려주었다. 1036년 11월에는 사라흐, 아비와르드, 메르브가 셀주크인들에게 항복했다. 셀주크인들은 정복지에서 가즈나 제국의 행정 체제를 그대로 두었다. 이제 셀주크인들은 마수드에 공개적으로 대항하기 시작했다. 차으르는 발흐까지 원정을 수행하여 가즈나 궁정을 충격에 빠뜨렸다. 가즈나 궁정은 군대를 파견하여 셀주크 약탈자들을 몰아냈으나, 튀르크멘 군대에 타격은 주지 못했기 때문에 곧 약탈은 재개되었다. 몇 년간의 기근에 지치고 가즈나 제국의 도움도 기대할 수 없게 된 후라산의 도시 대부분은 1037년에 셀주크인들에게 항복했다.
가즈나 제국은 쉽사리 후라산을 포기하지 않았다. 1037년 이후 약 2년 동안 가즈나 군대는 여러 차례 후라산에 진입했지만, 중무장한 병력과 코끼리를 주력으로 했기에 셀주크인들을 완벽하게 격파할 수 없었다. 셀주크인들은 번번히 카라쿰 사막 너머의 초원으로 도주했다가, 가즈나 군의 철수 이후 후라산으로 돌아오기를 반복했다.
최후의 결전은 1040년에 일어났다. 술탄 마수드는 대군을 꾸려 다시 한번 후라산으로 진군했다. 마수드의 군대는 니샤푸르를 거쳐 메르브로 접근했다. 그러나 가즈나 군대는 사막을 거치며 지친 상태였고, 보급도 충분하지 않았다. 설상가상으로 술탄의 친위대와 여타 부대들이 물을 두고 싸움을 벌일 정도였다. 그 동안 차으르가 이끄는 약 1만 6천 명의 튀르크멘 군대는 사막을 따라 마수드를 추격하고 있었다. 마수드의 군대가 단다나칸에서 서로 나누어 대형을 갖춘 것을 본 차으르는 즉시 공격을 개시했다. 가즈나 군대는 참패했고, 마수드는 겨우 목숨을 건져 남쪽으로 도주했다. (단다나칸 전투) 가즈나 제국은 이렇게 붕괴했다.

### 셀주크 제국의 형성
단다나칸의 승리는 셀주크인들에게도 놀라운 일이었다. 차으르는 마수드의 군대가 돌아올까 한동안 전투 태세를 유지하며 단다나칸에 머물렀다. 그러나 승리가 얼마나 큰지 알아챈 뒤에는 빠르게 움직였다. 차으르는 발흐를 점령했고, 투으룰은 니샤푸르로 입성했다. 무사 야브구는 헤라트를 점령했다. 이후 셀주크 정권의 세 군주는 영토를 분할했다. 무사 야브구는 헤라트 인근을 지배했고, 차으르는 메르브에서 니샤푸르 사이의 영토를 다스리기로 했다. 투으룰은 서쪽으로 나아가, 정복한 지역을 다스리기로 했다. 이무렵 사료들은 투으룰이 두 사람의 상위군주 노릇을 했다고 주장했으나, 사실과는 멀어보인다. 튀르크의 전통에 따르면 동쪽이 서쪽보다 더 높은 지위를 의미했다. 또한 차으르는 주화를 발행하며, 투으룰과 마찬가지로, 군주를 상징하는 활과 화살 모티브를 활용했다. 칭호에 있어서도, 차으르는 후트바에서 스스로를 왕중왕(아랍어: ملك المملوك malik al-mulūk[*])이라 일컫었다. 이 당시 투으룰의 지위는 최소한 다른 두 사람의 지위보다 높지 않았을 것이다.
이 당시 투으룰의 영토로 내정되었던 이란 고원과 이라크는 부예조에 속한 다양한 군주들의 영지로 구성되었다. 이외에도 이스파한은 카쿠이조의 지배를 받고 있었고, 카스피해 인근에는 다일람계 왕조들이 난립하고 있었다. 투으룰의 당면한 목표는 지발 지역 북부를 장악하여, 하마단과 라이 축의 초지를 확보하는 것이었다. 투으룰은 우선 내전 상태였던 지야르조가 통치하는 주르잔과 타바리스탄을 공격, 연공을 바치는 속국으로 만들었다 (1041년 ~ 1042년). 그 이듬해에 투으룰은 라이로 진군, 부예조의 아부 칼리자르 파나후스로우 이븐 바즈드 알다울라에게서 라이를 빼앗아 수도로 삼았다. 카쿠이조에 대한 공격은 이브라힘 이날에 의해 이루어졌다. 1045년 ~ 1046년, 투으룰의 명령을 받은 이브라힘 이날은 하마단과 디나와르를 정복했다. 그동안 투으룰 자신은 이스파한으로 진군해 카쿠이조의 아부 만수르 파라무르즈를 속신으로 만들었다. 이브라힘 이날은 1047년에 쿠탈므쉬와 함께 아라스 지역으로 진군, 에르주룸을 정복했다. 1049년에는 아미드, 마이야파라킨, 에르젠, 비틀리스 지역이 셀주크 제국에 복속하였다. 그 동안 부예조의 군대가 이스파한을 점령하자, 1050년 6월, 투으룰 베이는 이스파한으로 입성했다. 1054년에 투으룰은 타브리즈로 갔고, 아제르바이잔 지역의 종주권을 손에 넣었다. 투으룰은 더 서쪽으로 진군해 말라즈기르트까지 이르렀으나, 겨울이 옴에 따라 다시 퇴각하여 아제르바이잔으로 돌아갔다. 이후 간자와 아르메니아가 투으룰에 복속했다.
투으룰의 이란 고원 정복은 전투보다는 협상에 의해 이루어졌다. 이란과 쿠르드인 군주들은 투으룰이 접근하면 그의 종주권을 인정하고 공납을 제공하기로 약속하여 전투를 회피했다. 그러나 이와 같은 정복이 가능했던 것은, 투으룰의 지위를 인정하지 않던 이라키야 튀르크멘 집단이 투으룰에 앞서 이들 지방을 파괴하고 지나친 덕분이기도 했다. 예를 들어 투으룰이 수도로 삼은 라이는, 크즐이란 인물이 이끄는 이라키야 집단에 의해 이미 한번 점령된 뒤였다. 하마단의 경우에도 마찬가지로, 1038년에 이라키야 집단에 의해 한번 점령되었고, 이브라힘 이날 역시 1041년과 1042년 사이에 하마단을 한 번 함락한 바 있었다.
투으룰의 이란 고원 정복은 전투보다는 협상에 의해 이루어졌다. 이란과 쿠르드인 군주들은 투으룰이 접근하면 그의 종주권을 인정하고 공납을 제공하기로 약속하여 전투를 회피했다. 그러나 이와 같은 정복이 가능했던 것은, 투으룰의 지위를 인정하지 않던 이라키야 튀르크멘 집단이 투으룰에 앞서 이들 지방을 파괴하고 지나친 덕분이기도 했다. 예를 들어 투으룰이 수도로 삼은 라이는, 크즐이란 인물이 이끄는 이라키야 집단에 의해 이미 한번 점령된 뒤였다. 하마단의 경우에도 마찬가지로, 1038년에 이라키야 집단에 의해 한번 점령되었고, 이브라힘 이날 역시 1041년과 1042년 사이에 하마단을 한 번 함락한 바 있었다.
셀주크 제국의 행정 구조가 처음 출연한 것 역시 이 시기로 보인다. 1044년과 1045년 사이에 투으룰은 하마단에 세금을 거둘 관리를 파견했다. 투으룰의 첫번째 재상, 아불카짐 알리 이븐 압달라 알주와이니가 임명된 것도 이 시기의 일이다. 이는 투으룰이 차츰 페르시아이슬람 세계의 행정에 대해 접근하고 있었음을 의미한다. 차으르의 영지에 대해서는 기록이 없어 확신할 수는 없으나, 유사한 행정적 조처가 투으룰의 영지에 앞서 도입된 것으로 보인다. 그 유명한 니잠 알물크가 셀주크조에서 경력을 시작한 것이 이 시기이기 때문이다. 또한 나시리 후스로우라는 인물도 1045년 8월 이전부터 메르브에서 차으르의 재무 업무를 관장하기 시작했다는 기록이 존재한다. 1051년에 셀주크 행정부는 이스파한 인근의 토지에 대한 세금을 경감해주어, 농지를 버린 농민들이 다시 돌아올 수 있게끔 조처했다. 마찬가지로, 도로의 안전을 위해 성채를 세우는 정책도 시작되었다. 그러나 이와 같은 정주 제국의 정책을 시작하게 됨에 따라, 튀르크멘 추종자들과 셀주크 왕가의 거리는 멀어지기 시작했다.

### 이라크 정복
투으룰이 권력을 쥔 것은 1016년쯤의 일이다. 1025년에 그는 형제 차으르와 함께 부하라의 카라한 왕조를 섬겼다. 하지만 가즈나 왕조의 마흐무드에게 패배해 화레즘으로 도망칠 수 밖에 없었다. 그 때 셀주크 가문의 지도자 아르슬란 야브구는 후라산으로 도망쳤다. 하지만 1028-9년에 그의 삼촌 (아르슬란 야브구) 이 마흐무드에 의해 후라산에서 쫓겨나자, 투으룰과 그의 형제는 후라산으로 진격해 마르브와 니샤푸르를 정복했다. 그들은 이후 부하라와 발흐를 약탈하고, 1037년에는 가즈니를 약탈했으며, 1038년에는 니샤푸르에서 술탄을 자칭했다. 1040년에 그들은 단다나칸에서 마흐무드의 아들 가즈니의 마수드 1세를 격파하고 (단다나칸 전투) 가즈나 제국의 서부를 정복했다. 마수드는 라호르 지역으로 도주했다. 투으룰은 차으르에게 후라산의 지배권을 줌으로서 가즈나 왕조의 역습을 대비한뒤인 1040년부터 1044년까지 이란의 고원을 점령했다. 1054년 그의 군대는 비잔티움의 아나톨리아를 습격했고, 1055년에는 칼리프 알 카임의 요청으로 바그다드를 점령하고 파티마 왕조의 위협을 제거했다. 1058년, 그의 이부형제 이브라힘 이날이 자신의 투르크만 집단으로 반란을 일으키고 부와이 왕조와 파티마 왕조를 끌어들였다. 2년 후 투으룰은 반란을 진압하고 이브라힘을 처형한 뒤 바그다드에 재입성했다. 그는 압바스 칼리프의 딸과 결혼했다.
1058년 1월 24일, 칼리프 알 카임 1세는 셀주크 제국 최초의 술탄 투으룰 1세에게 동서의 왕(malik al-mashriq wa'l-maghrib)라는 칭호를 내렸다. 이 칭호가 적혀있는 비문은 적으나, 투으룰은 이 칭호를 공식 문서에서 사용하였다.

## 계승
그는 라이에서 죽었는데, 자식이 없었다. 그래서 차으르의 아들 쉴레이만을 입양해 그를 후계자로 임명했으나, 쉴레이만의 형제 알프 아르슬란과 투으룰의 사촌 쿠탈미쉬가 반발했다. 결국 알프 아르슬란이 쉴레이만을 밀어내고 쿠탈미쉬를 죽임으로서 계승 전쟁은 끝이 났다. 알프 아르슬란은 1064년 4월 27일에 즉위했다.

## 참고 서적
- Ferishta, History of the Rise of Mohammedan Power in India'
- 이 문서는 이제 퍼블릭 도메인 상태임: Chisholm, Hugh, ed (1911). Encyclopædia Britannica (Eleventh ed.). Cambridge University Press.